# تشينيزيلو بالسامو
Cinisello Balsamo مدينة شمال إيطاليا ، في مقاطعة ميلانو ضمن إقليم لومبارديا ، وتبعد 10 كم شمال شرق ميلانو ، 73.935 نسمة .

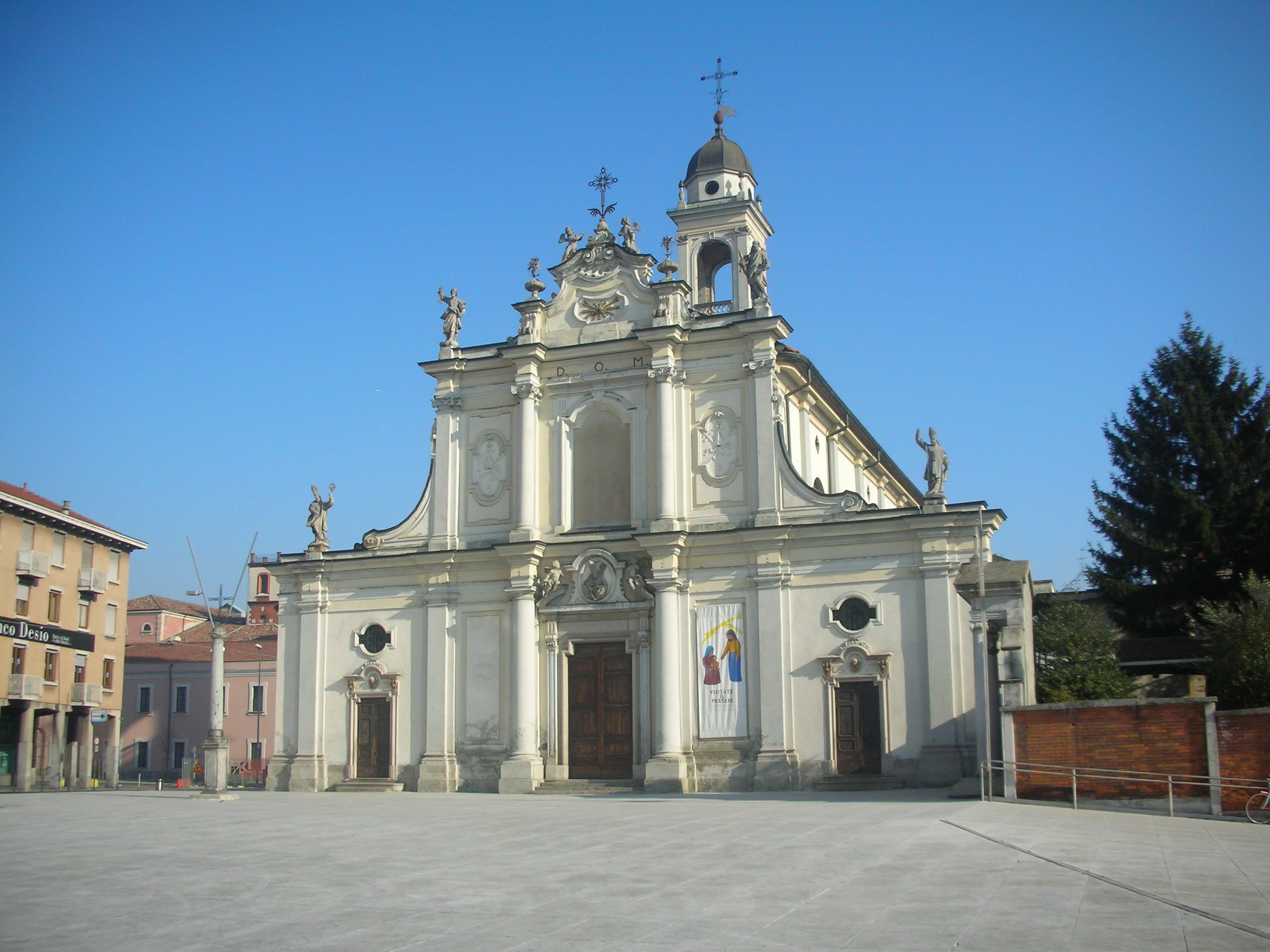
الكنيسة

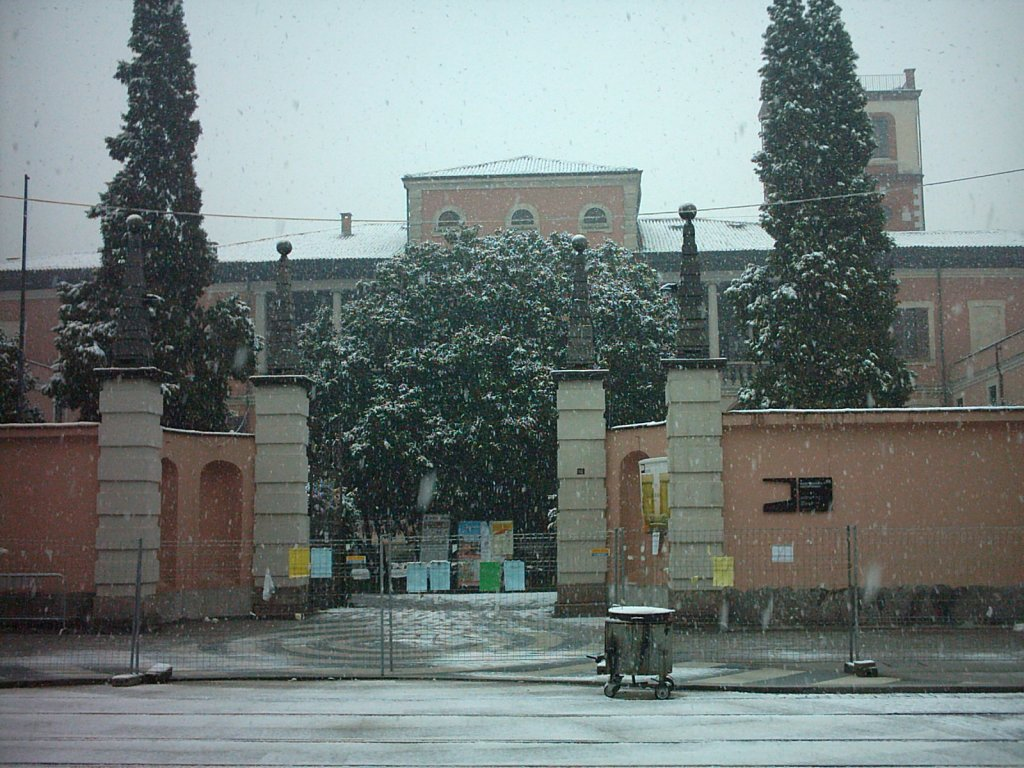
مدخل فيلا غيرلاندا

## السكان
في سنة 1861 بلغ عدد السكان 5٬158 نسمة، وتطور العدد ليصل في سنة 2011 لـ 71٬128 نسمة.
يظهر هذا المخطط البياني تطور النمو السكاني لـ تشينيزيلو بالسامو

## أعلام
- لويجي روفاتي
- ماركو فيرونيس
- فرانكا مارزى
- بييرينو براتي
- إرنستو كاستانو